# Federazione cestistica del Libano
La Fédération Libanaise de Basketball (in italiano "Federazione Libanese di Pallacanestro"), è il maggiore ente che gestisce la pallacanestro in Libano. Organizza e controlla i campionati nazionali e la nazionale libanese, insieme ad altre manifestazioni varie.
È affiliata alla FIBA Asia.

## Storia
La pratica della pallacanestro in Libano iniziò negli anni venti, nei tornei collegiali. La federazione nazionale nacque però molto più tardi, nel 1949, unificata a quella di pallavolo. La separazione in una lega indipendente ebbe luogo nel 1955, quando venne finalmente fondata la Fédération Libanaise de Basketball. I campionati nazionali (Lebanese Basketball Championship) vennero comunque organizzati già a partire dal 1951, ma furono interrotti nel 1975 a causa dei conflitti bellici e ripristinati nel 1993.

## Informazioni
- Presidente: Jean Hammam
- Segretario generale: Ghassan Fares
- Sede: Beirut (Jal El Dib Highway, Midtown Center)